# Finn Ronne

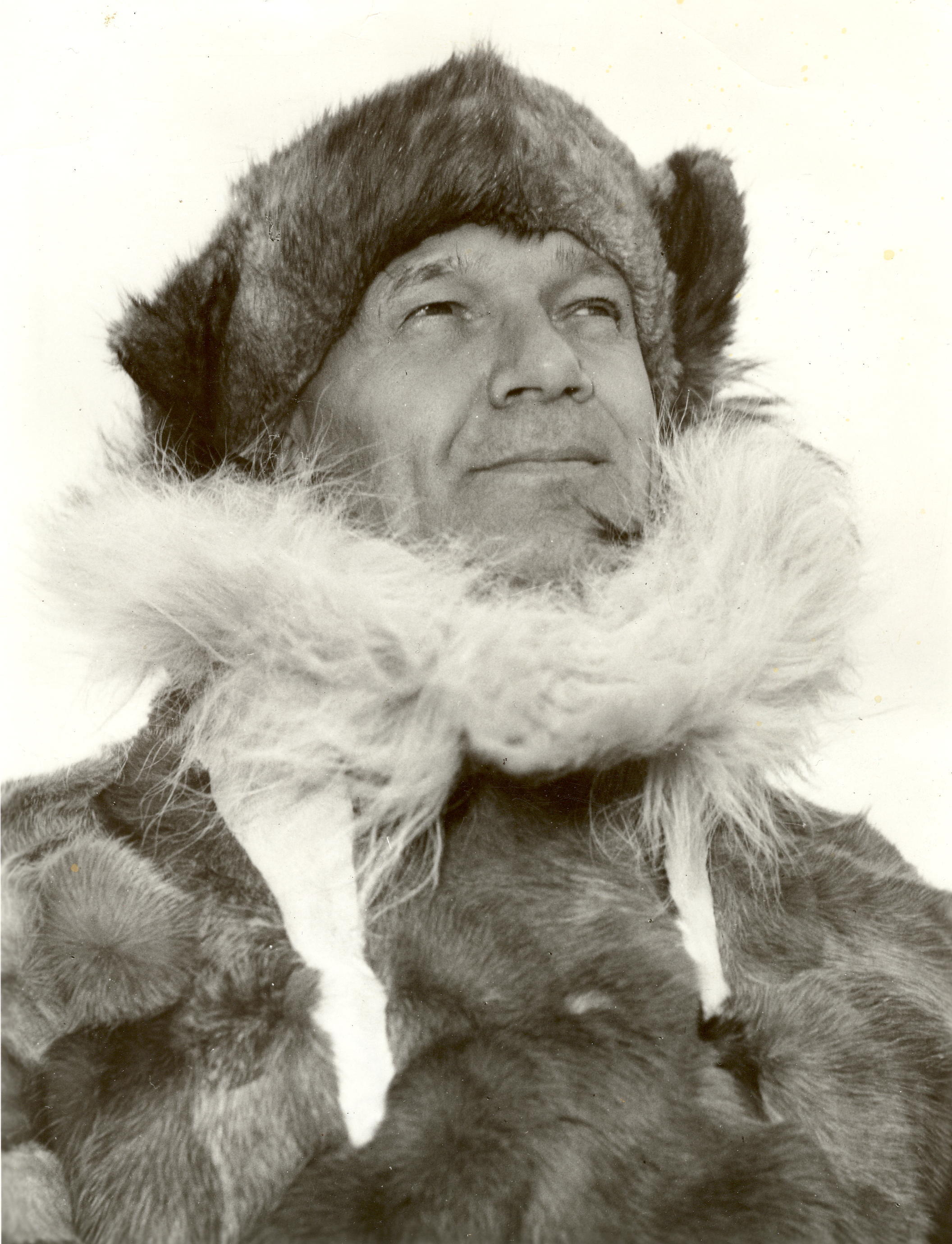
Finn Ronne

Finn Ronne, auch bekannt unter seinem norwegischen Namen Finn Rønne, (* 20. Dezember 1899 in Horten, Norwegen; † 12. Januar 1980 in Bethesda, Maryland) war ein US-amerikanischer Antarktisforscher norwegischer Herkunft.

## Leben
Finn Ronne ist der Sohn von Martin Rønne (1861–1932), der als Segelmacher und Navigator an Bord des Expeditionsschiffes Fram an der Südpolexpedition (1910–1912) des norwegischen Polarforschers Roald Amundsen teilgenommen hatte. Er besuchte die Hochschule in Horten, wo er seinen Abschluss als Ingenieur machte.
Im Jahr 1923 emigrierte Finn Ronne in die USA und er wurde 1929 US-amerikanischer Staatsbürger. Hier arbeitete er einige Jahre bei der Westinghouse Electric Corporation und begleitete danach Richard Byrd auf zwei seiner Antarktisexpeditionen, bis er 1939 als Byrd’s rechte Hand gemeinsam mit diesem über 1.000 Meilen neuer antarktischer Küste erforschte.
Nach einigen Jahren in der United States Navy kehrte Ronne mit Unterstützung durch die American Geographical Society in den 1940er Jahren in die Antarktis zurück. Er kartographierte auf zwei Expeditionen 1946 und 1948 die Küste des Weddell-Meeres, siehe Ronne Antarctic Research Expedition. Dabei legte er insgesamt mehr als 3.600 Meilen auf Skiern und mit Hundeschlitten zurück, deutlich mehr als jeder andere Polarforscher zuvor. Seine Frau Edith Ronne, ebenfalls Polarforscherin, begleitete ihn auf seinen Expeditionen, wobei sie als Forschungsassistentin und Berichterstatterin tätig war. Dadurch wurde sie gemeinsam mit der Ehefrau des Chefpiloten, Jennie Darlington, zur ersten Frau, die in der Antarktis überwinterte.
Bei der Operation Deepfreeze, bei der die gesamte Antarktis kartographiert werden sollte, wurde Finn Ronne als wissenschaftlicher und militärischer Leiter einer Basisstation am Weddell-Meer eingesetzt.
Finn Ronne war der Autor mehrerer Bücher und wissenschaftlicher Publikationen über die Antarktis. Für seine Arbeiten erhielt er von der US-Regierung drei Ehrenmedaillen und etliche militärische Auszeichnungen. Finn Ronne starb 1980 in Bethesda in Maryland und wurde im Arlington National Cemetery beigesetzt.